# 寝屋川夫婦殺害事件
寝屋川夫婦殺害事件（ねやがわふうふさつがいじけん）とは、1975年（昭和50年）8月23日に大阪府寝屋川市で発生した強盗殺人事件である。

## 概要
運転手の男Wが運転するタクシーの車内に、男性客が家の鍵を忘れてしまった。よからぬ思念が湧いたWが後日その男性客の家を確認すると、高校生と中学生の息子がいる５人家族が住むマンションだった。 
Wは確認だけして鍵を返さないまま、何事もなく時は流れる。 
それからしばらくしてWは失業保険の不正受給が発覚し、返済を迫られていた。また愛人からも泣きつかれ、多額の金が必要に。その時、鍵を拾ったあのマンションを思い出した。Wは夜間、忘れ物の鍵を使い強盗を試みる。高校生の息子、中学生の息子、父親の男３人に対抗するため、 斧を携えて部屋に侵入。
しかし当時の男性客家族はすでに転居しており、そこには男性から部屋を借りた新婚夫婦が住んでいた。Wは夫を斧で斬りつけ、妻には斧で斬りつけた上で金の在処を吐かせるために指や足首を切断し、性的いたずらをも行う。
性的被害が「いたずら」で済んだ理由は床が血で滑るため性交にまで至れなかったためである。Wが去ったあと妻が警察に通報し事件が発覚した。
駆けつけた警察は、玄関に鍵がかかっていたため隣の部屋のベランダを通って窓から入り、二人を見つけた。
発見した時には妻はすでに死亡しており、夫は重体で病院に運ばれたが、翌日に死亡した。夫婦の死因は斧で斬りつけられたことによる出血多量。
逮捕されたWは「チェーンが掛かっていたら諦めたのに･･･被害者も悪い」と供述した。

## 事件の経緯
1975年8月23日早朝、寝屋川警察署に妻から通報があり警察が駆け付けて事件が発覚。ベランダや窓から侵入した形跡がないことから当初捜査は難航したが、警察が部屋の所有者に事情聴取したところ、以前タクシーに乗った際に財布と一緒に部屋の鍵を紛失していたことが判明。当日勤務していたWが捜査線上に浮上し、Wは同年12月7日、クレジットカードの不正使用による遺失物横領・詐欺容疑で大阪府警察に逮捕された。遺失物の鍵を使用したその手口は、社会に衝撃を与えた。
取り調べの結果、Wは犯行を自供し、詐欺・住居侵入・強盗殺人・遺失物横領・窃盗の罪状で起訴された。

## 犯人の動機
タクシー会社を退社後、Wは失業保険の不正受給が発覚し、返済を迫られていた。
また愛人から引っ越し費用として多額の金を無心されていた。

## その後
被告人Wは死刑判決を言い渡され、1980年（昭和55年）11月6日に最高裁で上告を棄却する判決を言い渡されたことにより、死刑が確定した。死刑囚（死刑確定者）となったWは1988年（昭和63年）6月16日、大阪拘置所で死刑を執行されている。

## メディア
奇跡体験!アンビリバボー - 2014年7月24日の放送にて取り上げられた。